# Dissorhina tricarinatoides
Dissorhina tricarinatoides är en kvalsterart som först beskrevs av Dubinina, Sosnina, Vysotskaya, Markov och Atanasov 1966.  Dissorhina tricarinatoides ingår i släktet Dissorhina och familjen Oppiidae. Inga underarter finns listade i Catalogue of Life.